# 学歴フィルター
学歴フィルター（がくれきフィルター）とは日本の就職活動において使われている用語の一つで、特定の偏差値未満の大学の出身者の者を採用選考から除外しておくために設けているのを、フィルターと呼んでいる。
どんな大学生でもネット上から簡単にエントリー行為が出来るようになったことで、担当者の業務負担が増え、採用コストが増加傾向にある中で、企業側は学歴で足切りをしないと、膨大な数の応募履歴書を処理し切れないためとされる。
フィルターには、一部の大手企業では有名私立大学でも附属高校など系列校（エスカレーター、内部推薦）やAO入試、指定校推薦の学生が半数を占めるために、一般入試学生が占める難関国公立大学以外を弾く学歴フィルターであるAOフィルター、エスカレーターフィルターなどがある。

## 背景
就職活動において入社を希望する学生が選考前に大学名によるスクリーニングでふるいにかけられる非公式の予備選考である。面接を行う場合に数千人の応募に対して、限られた人員と期間、リソースで面接に進む数百人を選ぶ場合にその基準になっているとされる。日本経済新聞などによると採用だけでなく、インターンシップ、セミナーにも、学内説明会の設置、リクルーター派遣の足切りも設けている。
リクルート就職未来研究所の「就職白書2020」によると、新卒採用コストは一人当たり2019年は71万5000円、2020年は93万6000円である。数千～1万人超の応募者に対して数人～数十人の内々定者を決定するのに他に手段がないという現状を指摘しつつ、人事側でより的確な判断基準や判別手法を創出できていない点に問題があるという意見もある。
なお人事選考の比較でみると、米国の大企業では修士以上がほぼ必須の職も多く、ハーバード大学やスタンフォード大学の学生には専門のリクルーターを付けて積極的な採用もしているなど日本よりもさらに学歴への見方が厳しいという指摘もある。

## 経緯と問題点
日本では1970年代まで大企業で採用対象の大学を指定する「指定校制度」を導入しているところが一般的であった。当時の日本経営者団体連盟（日経連）の1966年の調査によると、従業員3000人以上の大企業のうち75.8％が指定校制度を導入していた。しかし、指定校制度は世論から批判を受けたほか、労働力不足もあって形骸化していき、1980年代以降は指定校を優遇しつつ他大学からも採用する大企業が増えていった。
その一方で、採用において学歴フィルターを導入していても、企業はその事実を公言していない。採用において、このような手法を用いている事が社会に知れ渡れば、企業のイメージがダウンするリスクが存在するためである。
企業の中には一定レベル以上の大学に在籍していない者には説明会にすら参加させない方法をとっている所も存在しており、そのような企業では取りたくない大学に在籍している者には説明会の日程を常に満席と表示して説明会の予約を阻止している。就活ナビサイトにおいても、企業があらかじめ指定した条件に合致する者のみ、説明会に申し込めるように参加者を選別する機能も存在する。コラムニストの尾藤克之は就活ナビの問題点として企業と学生の橋渡しをする公平な存在ではないことを指摘した。
人事側が履歴書とエントリーシートの提出、適性試験、グループディスカッション、グループ面接、個人面接といった採用ステップをルーティーン化し、応募者にかなりの負担と手間をかけさせておいて、結局学歴だけで判断するという選考過程は、人事側により的確な判断基準や判別手法を創出できていない点に問題があるという意見もある。